# Parc de Tove Jansson
Le Parc de Tove Jansson (en finnois : Tove Janssonin puisto) est un parc du quartier de Katajanokka à Helsinki en Finlande,,.

## Présentation
Le parc de 7 433 mètres carrés est situé à côté de la cathédrale Uspenski.
Les travaux de plantation dans le parc ont commencé en 1897. Selon les plans du jardinier Svante Olsson, le parc s'adapte aux reliefs et relie trois types de plantations à différents niveaux.
Au sommet du parc se trouvent une aire de jeux pour enfants et une zone clôturée pour chiens
La partie inférieure est plantée de bouleaux et d'érables, bordé de jasmin et de lilas. En outre, le parc a des cerisiers et des pommiers d'ornement.

## Nom du parc
Le nom du parc était Katajanokanpuisto jusqu'en 2014.
En 2009, l'association de Tove Jansson a proposé que le parc Katajanokanpuisto, situé devant le Musée du Design d'Helsinki ou bien le parc Kapteeninkatu, soit renommé parc de Tove Jansson.
Le 11 mars 2014, le conseil d'aménagement urbain a renommé le parc Katajanokanpuisto en parc de Tove Jansson,.
La maison d'enfance de Tove Jansson à Luotsikatu 4 est à côté du parc.